# Hincksina amploavicularia
Hincksina amploavicularia är en mossdjursart som beskrevs av Gontar 1982. Hincksina amploavicularia ingår i släktet Hincksina och familjen Flustridae. Inga underarter finns listade i Catalogue of Life.